# Oribatella brevicuspidata
Oribatella brevicuspidata är en kvalsterart som beskrevs av Hammer 1961. Oribatella brevicuspidata ingår i släktet Oribatella och familjen Oribatellidae. Inga underarter finns listade i Catalogue of Life.